# 三澤康廣
三澤康廣（日语：／ Misawa Yasuhiro，1976年—），日本男性作曲家。出身於長野縣。

## 來歷
三澤康廣在日本大學藝術學院學習音樂時開始作曲。畢業後加入KOEI公司，從事遊戲音樂製作。離開公司後，他曾擔任池賴廣的助手，現在主要為動畫配樂和電影音樂作曲和編曲。2012年至2014年5月，他是AZA公司的成員。經常參與太田雅彥、萬久等導演的電視動畫作品、以及本浩一執導的電影作品。他的名字經常被拼寫錯誤為『康弘』。

## 音樂
電視動畫
- 校園烏托邦 學美向前衝！[2]（2007年1月7日—3月25日）
- 南家三姊妹
  - 南家三姊妹（2007年10月7日—12月30日）
  - 南家三姊妹 ～再來一碗～（2008年1月6日—3月30日）
  - 南家三姊妹 歡迎回家（2009年1月4日—3月29日）
  - 南家三姊妹 我回來了（2013年1月5日—3月30日）
- 超元氣3姊妹
  - 超元氣3姊妹（2010年7月2日—10月8日）
  - 超元氣3姊妹 增量中！（2011年1月8日—2月26日）
- 輕鬆百合
  - 輕鬆百合（2011年7月4日—9月19日）
  - 輕鬆百合♪♪（2012年7月2日—9月17日）
- 聖靈家族 -La storia della Arcana Famiglia-（2012年7月1日—9月16日）
- 心連·情結（2012年7月7日—9月29日）[3]
- 琴浦小姐（2013年1月10日—3月28日）[4]
- 戀愛研究所[5]（2013年7月4日—9月26日）
- 生存遊戲社（2014年7月6日—9月21日）
- 干物妹！小埋
  - 干物妹！小埋（2015年7月—9月）
  - 干物妹！小埋R（2017年10月—12月）
- 北斗神拳 草莓味（日语：北斗の拳 イチゴ味）（2015年10月—12月）
- 鋼鐵交響樂（2016年10月—12月）
- 廢天使加百列（2017年1月—3月）
- 極道超女（2018年4月—6月）[6]
- 我家的女僕有夠煩！（2018年10月—12月）[7]
- 笨拙之極的上野（2019年1月—3月）[8]
- 我不是說了能力要平均值嗎？（2019年10月—12月）
- 鬼褲衩（2022年4月—7月）[9]
- 聖魔大戰 BIKKURI-MEN（日语：ビックリメン）（2023年10月—12月）[10]
- 偶像大師 閃耀色彩
  - 1st season（2024年4月—6月）
  - 2nd season（2024年10月—12月）
- 鹿乃子乃子乃子虎視眈眈（2024年7月—9月）[11]

電影
- 寄性獸醫·鈴音 GENESIS×EVOLUTION（2011年11月26日）
- 009-1 THE END OF THE BEGINNING（2013年9月7日）
- 白魔女學園（日语：白魔女学園）
  - 白魔女學園（2013年9月21日）
  - 白魔女學園 結束與開始（2015年6月13日）
- 紅×粉紅（日语：赤×ピンク）（2014年2月22日）
- 我們是獎金收益團（2014年5月10日）
- 疾風迴旋曲（2016年11月26日）

OVA
- 南家三姊妹
  - 南家三姊妹 甜品別腹（2009年6月23日）
  - 南家三姊妹 久候多時（2012年10月5日）
  - 南家三姊妹 夏日假期（2013年8月6日）
- 輕鬆百合、（2019年9月）

網路動畫
- 迷你偶像大師
  - 迷你偶像大師（2013年1月1日—3月29日）
  - 迷你偶像大師2（2014年4月1日—6月）
- 弱酸性百萬亞瑟王（日语：弱酸性ミリオンアーサー）（2015年11月20日—）

電視劇
- 玉川區役所OF THE DEAD（日语：玉川区役所 OF THE DEAD）（2014年10月3日—12月20日）

## 作品
動畫
- 校園烏托邦 學美向前衝！（2007年1月7日—3月25日）
  - 角色歌曲（天宮學美）—作曲
- 南家三姊妹（2007年10月7日—12月30日）
  - 角色歌曲—作曲、編曲
- 實乃里Scramble！（2011年11月5日）
  - 片頭主題曲（晃）—作曲
  - 片尾主題曲（晃）—作曲、Sound Produce
- 南家三姊妹 我回來了（2013年1月5日—3月30日）
  - 第11話片尾主題曲「歌」（保）—作曲、編曲
  - 角色歌曲「歌」（保坂）—作曲、編曲
  - 角色歌曲（保坂、南千秋）—作曲、編曲
  - 角色歌曲（保坂）－作曲、編曲
- 戀愛研究所（2013年7月4日—9月26日）
  - 插入歌—作曲、編曲
- 迷你偶像大師2（2014年4月—6月）
  - 片尾主題曲（製作人）—作曲、編曲

電影
- 紅×粉紅（日语：赤×ピンク）（2014年2月22日）
  - 主題歌（芳賀優里亞）—作曲、編曲

其它
- 與媽媽同樂（日语：おかあさんといっしょ）（1959年10月5日—）
  - 2009年5月主題曲（橫山大介（日语：横山だいすけ）、三谷卓美（日语：三谷たくみ））—作曲
- 天才兒童MAX（2003年4月7日 - 2011年4月7日）
  - 「Let me dream」（2009年11月）—作曲
- 與爸爸同樂（日语：おとうさんといっしょ）（2013年4月7日—）
  - —作曲
  - —作曲

遊戲
- KOEI
  - 金色琴弦
  - 太閤立志傳V
  - 戰國無雙系列
    - 戰國無雙
    - 戰國無雙2

  - 真·三國無雙系列
    - 真·三國無雙3
    - 真·三國無雙4

  - 賽馬大亨（日语：ウイニングポストシリーズ）系列
    - 賽馬大亨5（日语：ウイニングポスト5）
    - 賽馬大亨6（日语：ウイニングポスト6）

  - 遙遠時空系列
    - 遙遠時空
    - 遙遠時空2

- KOEI以外
  - （Idea Factory）
  - （Success）

廣播劇CD
- 克蘇魯神話Replay 瑠璃家旅人（日语：クトゥルフの呼び声 (TRPG)）（2013年）

## 外部連結
- COMPOSER Yasuhiro Misawa offical website （页面存档备份，存于） （日語）—三澤康廣的官方個人網站。
- 三澤康廣的X（前Twitter） （日語）